# Петренко Марко Захарович
Марко Захарович Петренко (нар. 12 квітня 1910, Софіївка — пом. 4 липня 1985, Київ) — український радянський мистецтвознавець, кандидат мистецтвознавства з 1966 року.

## Біографія
Народився 12 квітня 1910 року в селі Софіївці (нині селище міського типу Криворізького району Дніпропетровської області, Україна). Член ВКП(б) з 1932 року. Брав участь у німецько-радянській війні. Нагороджений медалями «За оборону Севастополя», «За перемогу над Німеччиною».
1950 року закінчив Київський педагогічний інститут. Обіймав посади завідувача відділу історії Києво-Печерської лаври, заступника директора Києво-Печерського історико-культурного йзаповідника з наукової роботи. Працював у галузі історії декоративно-ужиткового мистецтва. Автор книги «Українське золотарство XVI—XVIII століть» (Київ, 1970). З березня 1972 року по травень 1973 року — директор Музею книги та друкарства України. Помер у Києві 4 липня 1985 року.